# Sindicato de Empleados Públicos de San Juan
El Sindicato de Empleados Públicos de San Juan (código UCI: SEP) es un equipo ciclista argentino de categoría amateur. Entre 2015 y 2023 fue un equipo de categoría Continental.
El equipo se inició en el 2013 como un proyecto joven de corredores de la Provincia de San Juan con el objetivo de apoyar el ciclismo joven del país y participar en diferentes carreras a nivel nacional e internacional.

## Material ciclista
El equipo utiliza bicicletas CKT y componentes microSHIFT.

## Problemas de dopaje
En septiembre de 2018 la Unión Ciclista Internacional (UCI) sancionó al equipo con un periodo de 45 días debido a los dos casos de positivo por dopaje de los corredores argentinos Gonzalo Najar y Gastón Javier.

## Mas dopajes positivos
En el año 2023 El argentino Juan Pablo Dotti fue notificado por un analítico adverso con EPO CERA en un control realizado en el reciente Mundial de Glasgow de dicho año.
La Unión Ciclista Internacional (UCI) comunicó que el ciclista bonaerense Juan Pablo Dotti, quien desde hace años compite en San Juan, dio positivo en el control antidopaje realizado en agosto pasado durante el Campeonato Mundial de Ciclismo de Ruta en Glasgow 2023 representando a la Selección Argentina.
La sustancia encontrada en Dotti es Methoxy Polyethylene Glycol-Epoetin beta (CERA) que es una eritropoyetina que estimula la producción de glóbulos rojos y aumenta el nivel de hemoglobina en sangre. Es una droga sintética de las más viejas que existen en el ciclismo. Juan Pablo Dotti ya no pertenecía    al sindicato de empleados públicos de San Juan, desde mayo del 2023, quedando así como un dopaje por fuera del equipo.

## Clasificaciones UCI
Las clasificaciones del equipo y de su ciclista más destacado son las siguientes:

### UCI America Tour
| Temporada | Clasificación por equipos | Mejor corredor         | Posición |
| 2015      | 24.º                      | Laureano Rosas         | 98.º     |
| 2016      | 15.º                      | Laureano Rosas         | 47.º     |
| 2017      | 33.º                      | Ignacio de Jesús Prado | 134.º    |
| 2018      | 18.º                      | Gonzalo Najar          | 15.º     |
| 2019      | 21.º                      | Magno Nazaret          | 105.º    |

## Palmarés
Para años anteriores véase: Palmarés del SEP San Juan.

### Palmarés 2025

#### Circuitos Continentales UCI
| Fechas | Circuito | Carreras | Ganador |

#### Campeonatos nacionales
| Fechas     | Carreras                        | Ganador             |
| 18 de mayo | Campeonato de Argentina en Ruta | Leonardo Cobarrubia |

## Plantillas
Para años anteriores, véase Plantillas del SEP San Juan

### Plantilla 2020
| Integrantes del equipo 2020 | Integrantes del equipo 2020 | Integrantes del equipo 2020                         | Integrantes del equipo 2020 |
| Corredor                    | Fecha de nacimiento         | Equipo previo                                       |                             |
| --------------------------- | --------------------------- | --------------------------------------------------- | --------------------------- |
| Juan Pablo Dotti            | 24 de junio de 1984         | Cinelli-OPD (2008)                                  |                             |
| Magno Nazaret               | 17 de enero de 1986         | Soul Brasil (2017)                                  |                             |
| Alejandro Durán             | 25 de marzo de 1991         |                                                     |                             |
| Héctor Lucero               | 10 de enero de 1982         |                                                     |                             |
| Leonardo Cobarrubia         | 26 de marzo de 1998         | Municipalidad de Pocito (2019)                      |                             |
| Efrain Toloza               | 17 de marzo de 1995         |                                                     |                             |
| Dario Alvarez               | 30 de enero de 1990         |                                                     |                             |
| Ignacio Pérez               | 31 de enero de 1987         |                                                     |                             |
| Matías Maggiora             | 19 de enero de 1993         |                                                     |                             |
| Joaquín Gonzalo García      | 8 de julio de 1996          |                                                     |                             |
| Matias Alberto Lisa         | 25 de agosto de 1990        |                                                     |                             |
| Ángel David Naveda          | 8 de abril de 2000          | Asociación Civil Agrupación Virgen de Fátima (2019) |                             |
| Tomás Suárez                | 19 de junio de 1999         |                                                     |                             |
|                             |                             |                                                     |                             |
| Fuente: ProCyclingStats     |                             |                                                     |                             |